# Leptocereus arboreus
Leptocereus arboreus ist eine Pflanzenart in der Gattung Leptocereus aus der Familie der Kakteengewächse (Cactaceae). Das Artepitheton arboreus stammt aus dem Lateinischen und bedeutet ‚baumartig‘.

## Beschreibung
Leptocereus arboreus wächst baumförmig mit zahlreichen aufrechten Zweigen und erreicht Wuchshöhen von 5 bis 8 Meter. Es wird ein Stamm mit einem Durchmesser von 30 Zentimeter und mehr ausgebildet. Die zu ihrer Basis hin verjüngten Triebe sind 30 bis 100 Zentimeter lang. Die obersten Triebabschnitte erreichen Durchmesser von 3,5 bis 6 Zentimeter. Es sind vier bis fünf dünne, schmale, leicht gekerbte Rippen vorhanden. Die bis zu zehn ausdauernde, nadeligen, gelblichen Dornen sind bis 5 Zentimeter lang.
Die glockenförmigen weißlichen Blüten sind bis zu 3 Zentimeter lang. Ihr hellgrünes Perikarpell ist stark bedornt. Die ellipsoiden dicht gelblich bedornten Früchte sind bis zu 10 Zentimeter lang und erreichen einen Durchmesser von 6 Zentimeter.

## Verbreitung, Systematik und Gefährdung
Leptocereus arboreus ist auf Kuba verbreitet.
Die Erstbeschreibung erfolgte 1912 durch Nathaniel Lord Britton und Joseph Nelson Rose. Ein nomenklatorisches Synonym ist Cereus arboreus (Britton & Rose) Vaupel (1912).
In der Roten Liste gefährdeter Arten der IUCN wird die Art als „Endangered (EN)“, d. h. als stark gefährdet geführt.

## Nachweise